# 格拉迪丝·戴维斯
格拉迪丝·戴维斯（英語：Gladys Davis，1893年7月29日—1965年5月23日），英国女子击剑运动员，主攻花剑。她曾代表英国参加1924年夏季奥林匹克运动会击剑比赛，获得女子个人花剑银牌。